# 東園田町
座標: 北緯34度45分29.008秒 東経135度26分49.894秒 / 北緯34.75805778度 東経135.44719278度

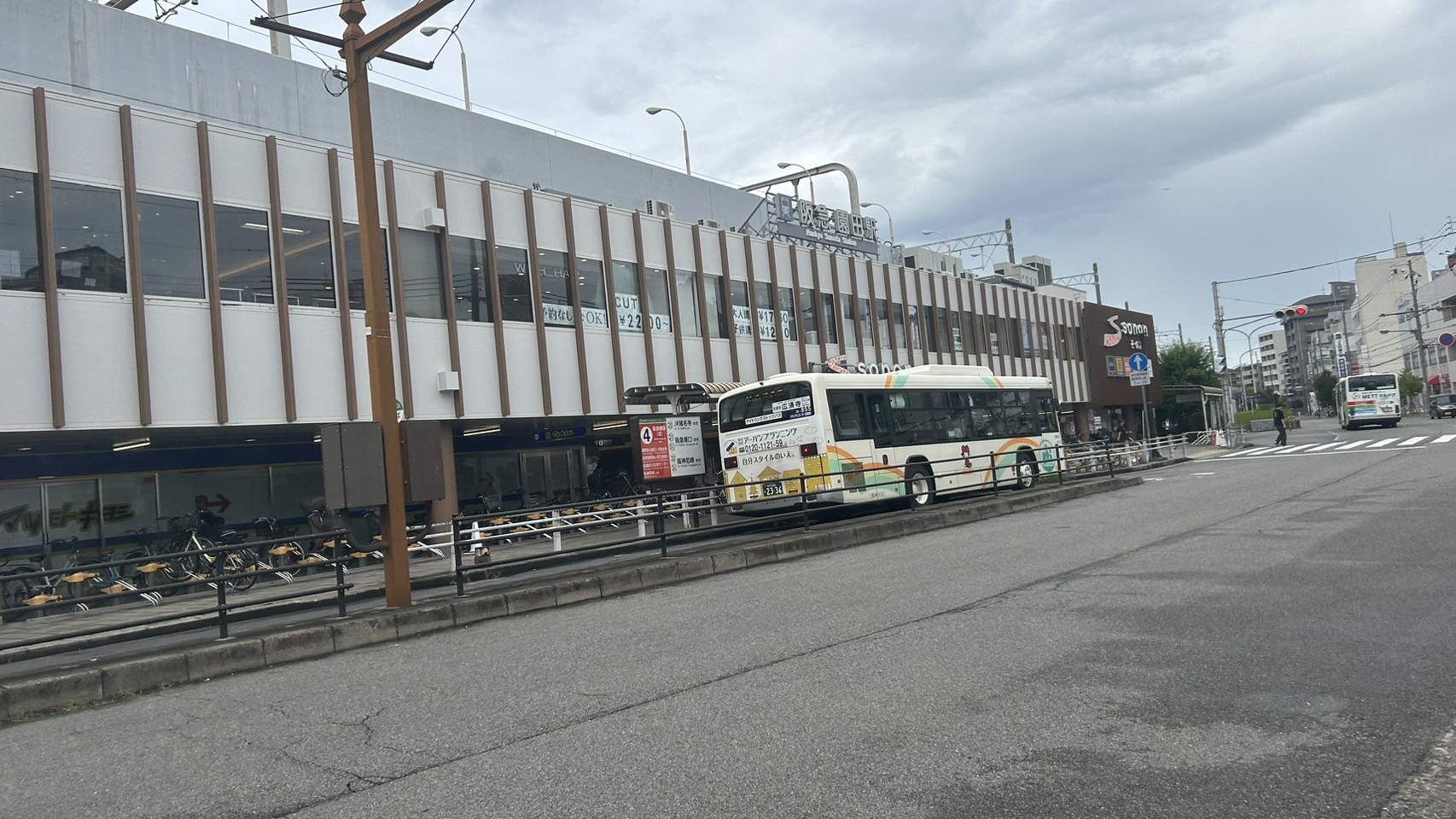
園田駅北口

東園田町（ひがしそのだちょう）は、兵庫県尼崎市にある町丁。1丁目から9丁目まである。郵便番号は661-0953。

## 地理
東は大阪府豊中市今在家町、上津島、に接する。西は食満、小中島、瓦宮に接する。北は田能、椎堂、南は弥生ケ丘町、善法寺町と接する。

## 交通

### 鉄道
阪急が通っているが、町内の駅は普通以外通過する
- 阪急神戸線
  - (大阪府大阪市淀川区新高)-園田駅-(塚口本町)

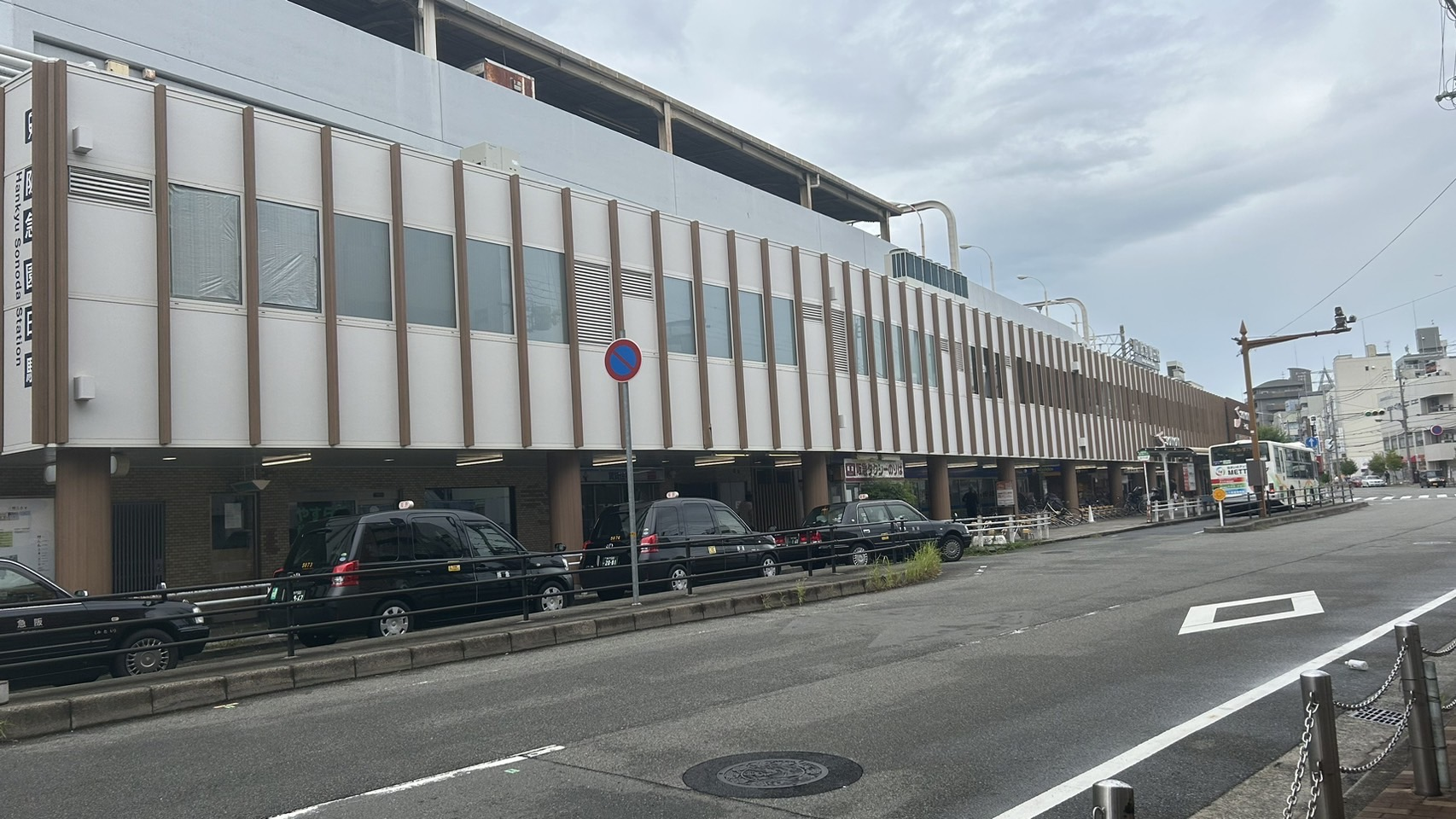
南口
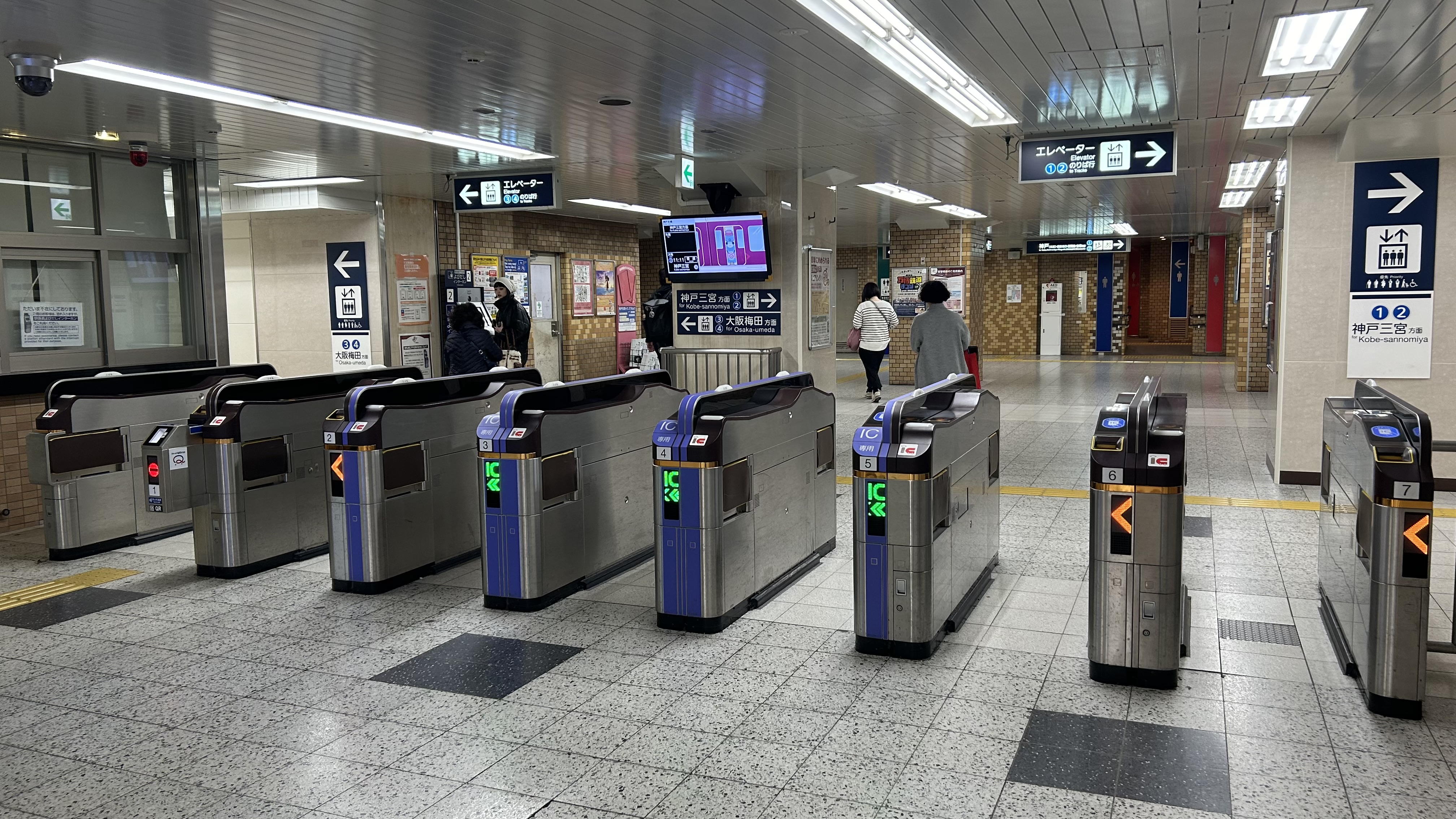
改札口
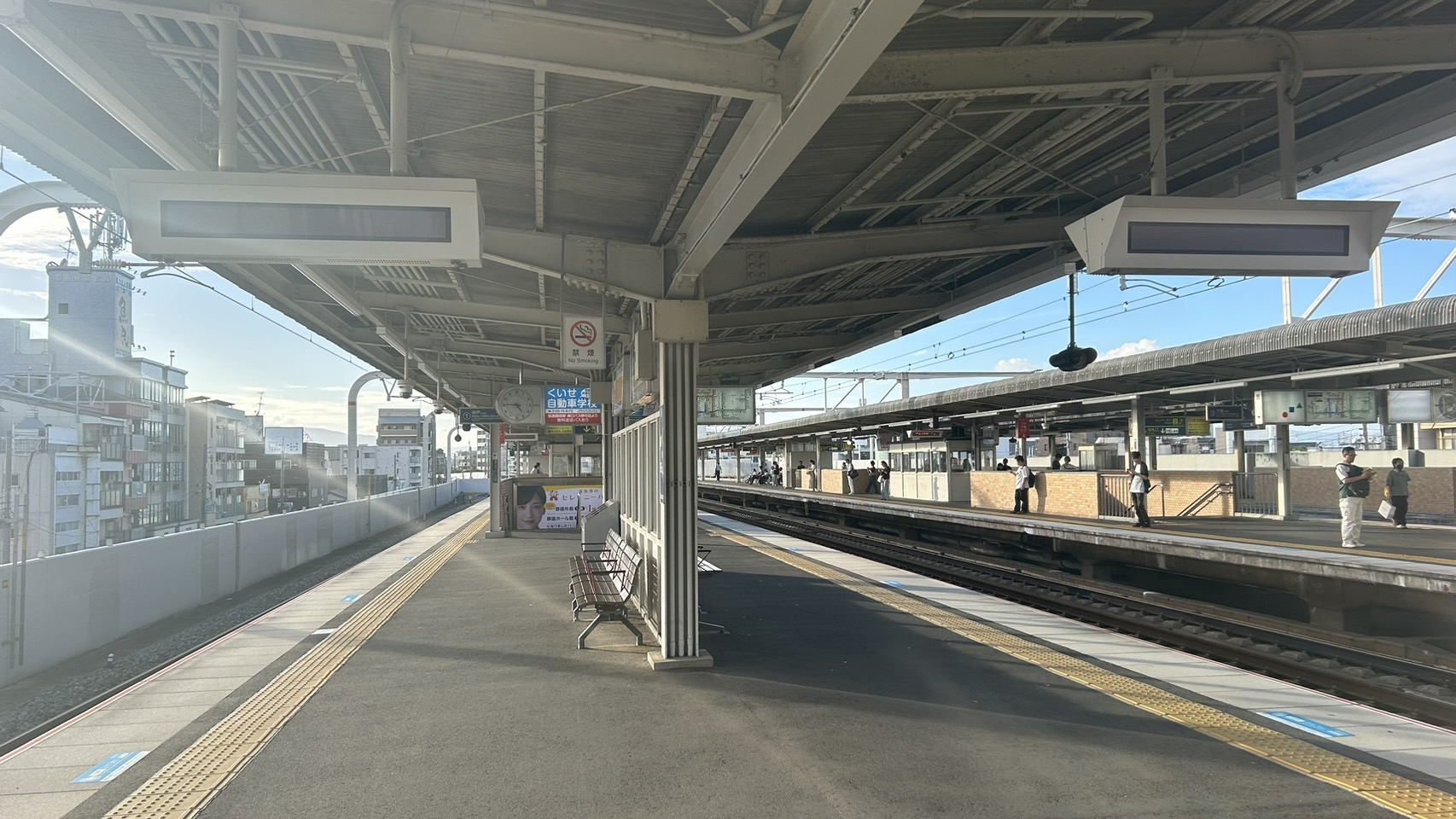
1・2号線ホーム
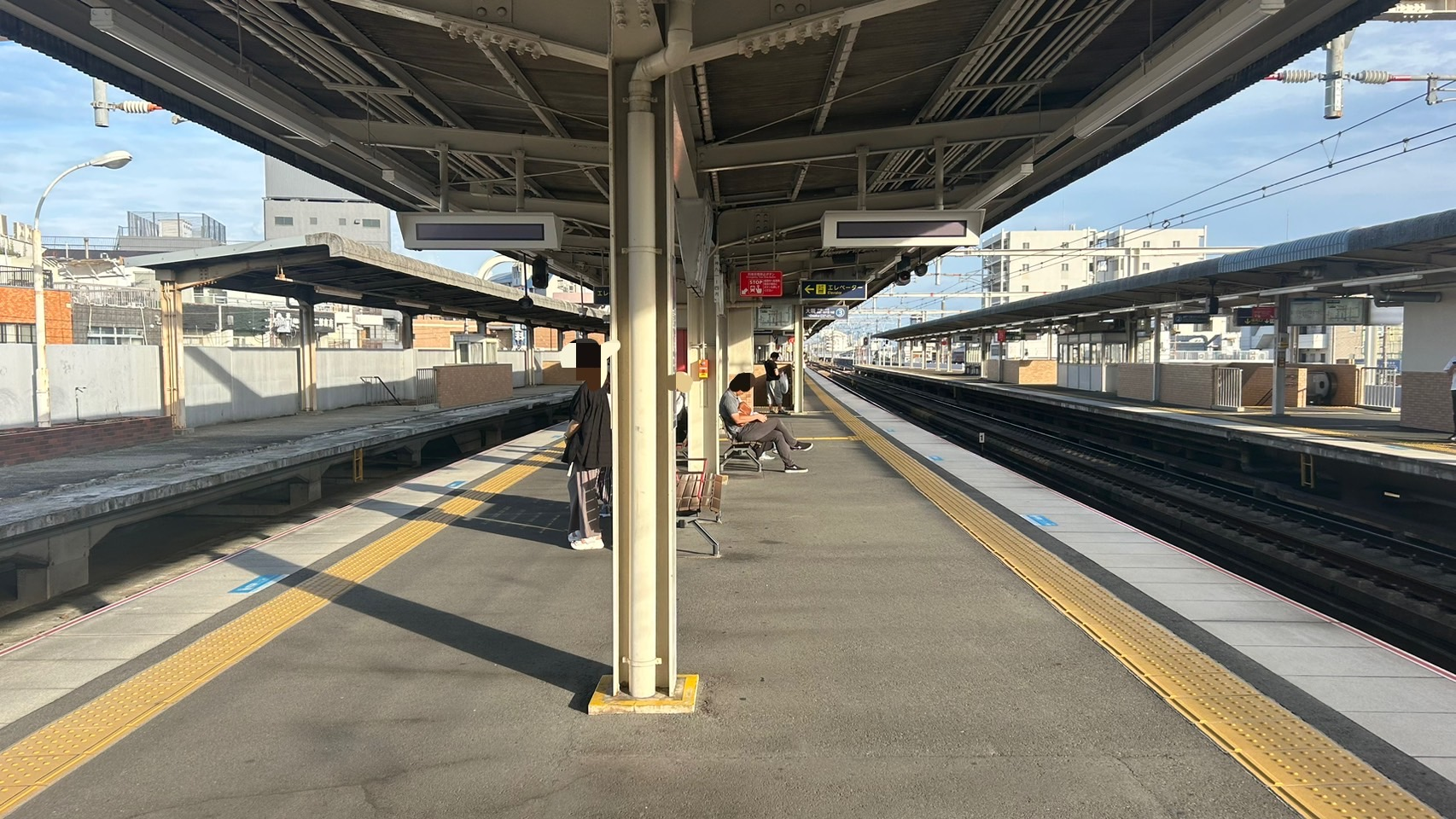
3・4号線ホーム

### バス
阪神バス 阪急バスが通っている
| 路線名 | 業者     | 起点     | 町内の停留所                                                                               | 終点                   |
| ------ | -------- | -------- | ------------------------------------------------------------------------------------------ | ---------------------- |
| 11     | 阪神バス | 阪急園田 | 阪急園田-(小中島)                                                                          | 阪神尼崎               |
| 20     | 阪神バス | JR猪名寺 | (田能)-椎堂-東園田町3丁目-東園田町4丁目-阪急園田-東園田町8丁目-東園田町6丁目-東園田        | 東園田                 |
| 21     | 阪神バス | 阪急園田 | 阪急園田-東園田町4丁目-東園田町3丁目-(田能)                                                | 阪急塚口               |
| 21-2   | 阪神バス | 戸ノ内   | (戸ノ内町)-戸ノ内橋-園田東小学校-東園田町8丁目-阪急園田-東園田町4丁目-東園田町3丁目-(田能) | 阪急塚口               |
| 22     | 阪神バス | 阪急園田 | 阪急園田-東園田町4丁目-東園田町3丁目-(田能)                                                | 阪神尼崎               |
| 22-2   | 阪神バス | 阪急園田 | 阪急園田-東園田町4丁目-東園田町3丁目-(田能)                                                | 阪神尼崎               |
| 23     | 阪神バス | 戸ノ内   | (戸ノ内町)-戸ノ内橋-園田東小学校-東園田町8丁目-阪急園田-東園田町8丁目-(弥生ケ丘町)         | 阪神尼崎               |
| 24     | 阪神バス | 阪急園田 | 阪急園田-東園田町8丁目-(弥生ケ丘町)                                                        | 阪神杭瀬               |
| AD3    | 阪神バス | 阪急園田 | 阪急園田-東園田町8丁目-(弥生ケ丘町)                                                        | 尼崎ドライブスクール前 |
| 24     | 阪急バス | JR吹田駅 | (大阪府豊中市利倉西)-阪急園田駅                                                            | 阪急園田駅             |

## 校区[3]
| 丁目 | 番地 | 小学校       | 中学校       |
| ---- | --- | ------------ | ------------ |
| 1    | 全域 | 園和小学校   | 園田東中学校 |
| 2    | ７４～１５２、１７３～１８４ 番地 | 園和小学校   | 園田東中学校 |
| 2    | １～６９、１８６～２４８番地 | 園和北小学校 | 園田東中学校 |
| 3    | １～３０番地、３１番地 ３１番地の1～5、7、9～14、17、22、23、25～29 ３３番地の1～7、13、16～20、３４～８８番地                                                                    | 園和北小学校 | 園田東中学校 |
| 3    | ３１番地の24、３２番地の1、2、4、10 ３３番地の9、10、15 | 園和小学校   | 園田東中学校 |
| 4    | 全域 | 園和小学校   | 園田東中学校 |
| 5    | 全域 | 園和小学校   | 園田東中学校 |
| 6    | 全域 | 園和小学校   | 園田東中学校 |
| 7    | １～９番地、１０番地の8～11、24、 31～34 １４番地の7～12、29～32 １５番地の7、29～35、44～46 １８番地の5、24～33、 １９番地の8～12、17、18、24、26、27 ２０、２１、２５～５４番地 | 園和小学校   | 園田東中学校 |
| 7    | １０番地の1 、１１～１３番地、 １４番地の1 １５番地の1、24～28、42、43、１６、 １７番地 １８番地の1、39～43 １９番地の1～4、25、７２～９３番地                                    | 園田東小学校 | 園田東中学校 |
| 8    | １～５９番地、６０番地の3、4 ６１番地の1、6～20 ６２番地の3、７～10、６３番地の3 ６４番地の3、６７～７４、 ７６～７８番地 １１１番地の43～57                                      | 園田東小学校 | 園田東中学校 |
| 8    | ６０番地の1、６１番地の3、６２番地の1 ６３番地の1、６４番地の1、6～8 ６５番地の1、 ６６番地の1 ７９～１１０番地                                                                   | 園和小学校   | 園田東中学校 |
| 9    | 全域 | 園和小学校   | 園田東中学校 |

## 施設

### 1丁目
- 猪名川風致公園

### 2丁目
- 船詰公園(船詰神社旧跡)

### 3丁目
- 尼崎市上園公園
- セブン-イレブン 尼崎東園田３丁目店

### 4丁目
- マルハチ園田店
- コープこうべ コープ園田
- ローソン 尼崎東園田四丁目北店
- はくほう会セントラル病院
- 尼崎市消防局 北消防署 園田分署
- 尼崎市立 園和小学校

### 5丁目
- ローソン 尼崎東園田五丁目店
- 尼崎市立園田東中学校

### 6丁目
- ファミリーマート 東園田町六丁目店
- 東園田町６丁目子ども広場

### 7丁目
- つばめ急便 阪神センター

- 北部浄化センターテニスコート

### 8丁目
- 尼崎市立園田東小学校
- 尼崎東園田八郵便局

### 9丁目
- 阪急園田駅
- sononそのだ
  - 新響楽器
  - マクドナルド (1階)
  - マツモトキヨシ (1階)
  - ミスタードーナツ (1階)
  - ダイソー (2階)
  - ニトリ デコホーム (2階)
- 下園公園
- セブン-イレブン 阪急園田駅東店
- ローソン 東園田九丁目店